# Maison des Gouverneurs de Gustavia
Pour les articles homonymes, voir Maison des Gouverneurs.
La maison des gouverneurs qui fut construite dans les années 1780, est située à Gustavia dans l'île de Saint-Barthélemy. Elle devint hôtel des gouverneurs à l'époque suédoise (1785-1877), puis hôtel de ville de Gustavia, en 1878 jusqu'au 13 décembre 2001.

## Historique
Cette maison fait l’objet d’une inscription au titre des monuments historiques depuis le 1er août 1995.

## Présentation
À l’origine, maison de propriétaire construite dans les années 1780, elle devint hôtel des gouverneurs à l'époque suédoise (1785-1877). En 1878, après le traité de rétrocession de la couronne suédoise au gouvernement français signé le 10 août 1877, cette maison devient l'hôtel de ville de Gustavia. Fermé depuis le 13 décembre 2001, ce bâtiment devrait devenir une « maison culturelle suédoise ».
Ce bâtiment est composé d’un soubassement en pierres et en fragments de lave antique locale liés par un mortier de sable
volcanique et de chaux, d’un étage en bois et d’une pièce arrière réservée aux dépendances.